# Vimperga

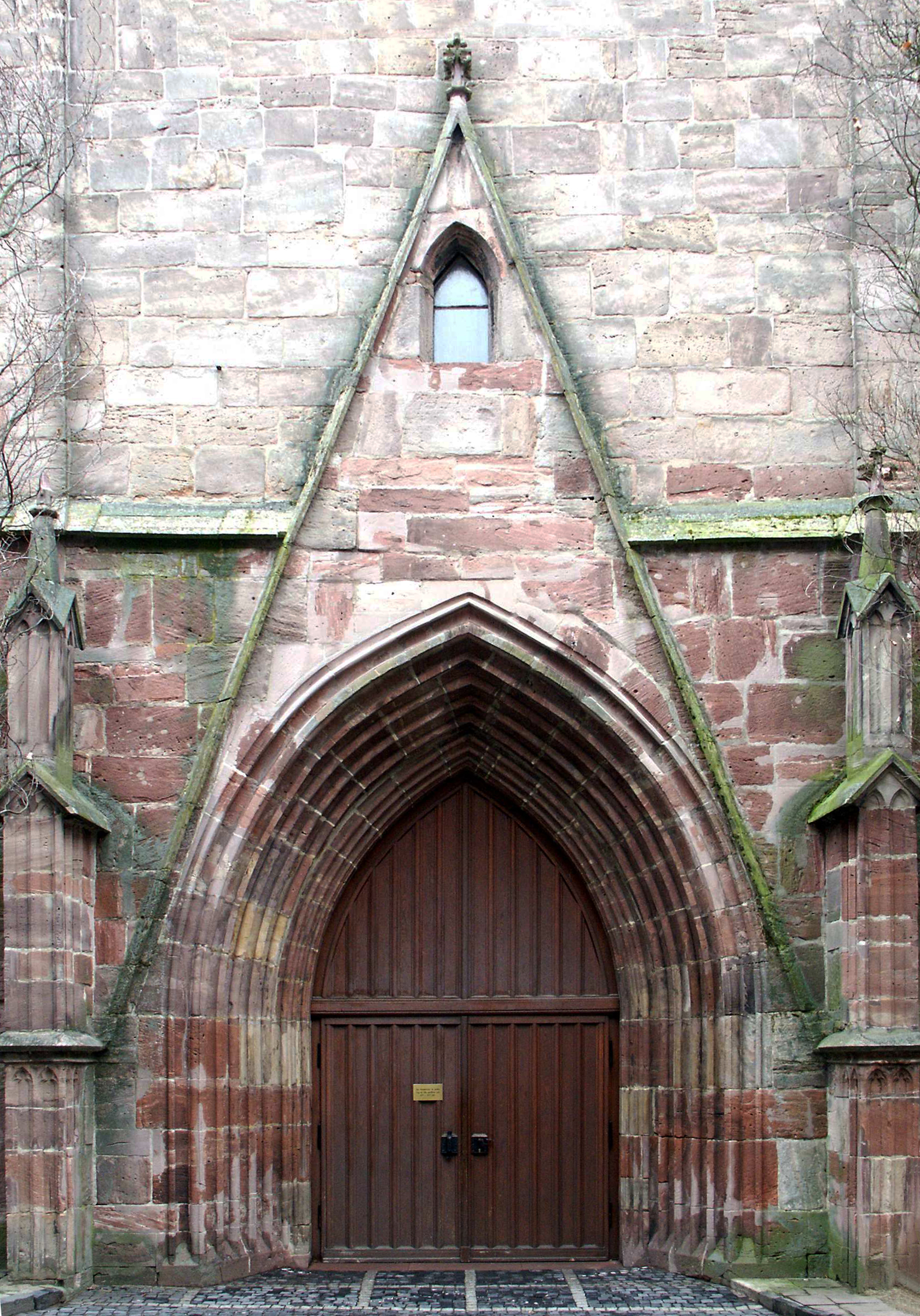
Korai gótikus vimperga

A vimperga (a német Wimperg szóból), más néven díszorom a csúcsíves építészetben azoknak a háromszögletű oromzatoknak a neve, amelyeket ajtók, ablakok, íves támaszok feletti falfelületek díszítésére alkalmaznak. Száraik eleinte egyenesek, a későbbi épületeken hajlítottak, levélcsomókkal ékesek. Csúcsukon szobor vagy keresztvirág van, timpanonjuk geometrikus díszítéssel élénkített.
A középkorban a vimperga ritkán használt építészeti elem volt, gyakoribbak a téglalap alakú, és általában nagyon szűk ablakok, a merlonok, melyek a hajítólövedékek ellen is jobb védelmet biztosítottak.